# Samtycke
| Samtycke |
| --- |
| - Kategori – ansvarsfrihetsgrund - Betydelse – juridiskt straffbar gärning (mellan två parter) kan ge ansvarsfrihet genom båda parternas samtycke till handlingen - Relaterade begrepp – samtycke (dataskyddsförordningen), fri vilja - Motsats – vägran |

Samtycke är en så kallad ansvarsfrihetsgrund. Det vill säga att en gärning, som i juridisk mening annars skulle ha varit straffbar, kan medföra ansvarsfrihet genom att parterna har agerat i samtycke. Den uttrycks ofta genom den latinska sentensen "volenti non fit injuria" (den som vill kommer inte till skada). I svensk rätt finns bestämmelsen om detta i  24 kap. 7 § brottsbalken, infört i svensk lag 1994.
Samtycke är också en mer allmän princip, där en person ingår en överenskommelse med andra om en process eller handling[ar]. Samtycke (engelska: consent) ska skiljas från konsensus (engelska: consensus), där det senare är ett sätt att fatta beslut inom en grupp baserat på mer eller mindre öppet åsiktsutbyte. Konsensus är resultatet av en grupp-process, medan samtycke handlar om en individs uttryck för sin vilja. Begreppen är dock relaterade och talas ofta om i samma sammanhang.

## Definition

### Delar
Fem olika grundkoncept anses ibland vara del av "äkta" samtycke. Dessa listas ofta i samband med sexuella handlingar och förknippas ofta med mer aktiva typer av samtycke (listade under Varianter nedan). Dessa kan då vara:
- Fritt och frivilligt (samtycket ska vara äkta och inte ett resultat av våld, övertalning, yttre eller inre tryck, hot eller tvång, bedrägligt beteende, övervakning, förnedring, kontroll eller maktmissbruk)
- Specifikt och informerat (berör konkreta handlingar och ges efter insikt om konsekvenser)
- Tydligt och förmedlat (alla inblandade kommunicerar tydligt, och deltagarna är lyhörda för eventuella förändringar i sinnelag eller upplevd frivillighet)
- Pågående och ömsesidigt (samtycket kan löpande dras tillbaka under en händelseutveckling, och alla inblandade måste samtycka)
- Förmåga att ge samtycke (ålder, berusning, medvetandegrad eller funktionshinder kan minska förmågan att ge samtycke, och en sovande person kan inte ge sitt samtycke)

### Gränser
Samtycket har en ibland tänjbar gräns. Den samhälleliga praxisen är att en part i princip kan samtycka till ringa misshandel, det vill säga en lägre form av misshandel enligt brottsbalken. Denna form av misshandel innebär frånvaro av permanent/långvarig skada och förutsätts gälla exempelvis inom kontaktsporter, i medverkan i BDSM-lekar och produktion av pornografi.
Om det går längre än så anser man inte längre att samtycket gäller, och då föreligger heller ingen ansvarsfrihetsgrund. Det innebär att graden av fysiskt våld spelar roll i den juridiska gränsen för samtycke.

## Varianter
Olika variantera av samtycke har definierats, baserat på hur de kommer till. Dessa kan inkludera:
- Informerat samtycke (när någon tydligt ger sitt samtycke efter att ha informerats om sammanhanget och dess konsekvenser och visat sig förstå dem)

- Underförstått samtycke (när någon frivilligt deltar i ett sammanhang)
  - Passivt samtycke (när någon antas samtycka, i brist på uttalad protest)
- Uttryckt samtycke (när någon ger ett tydligt samtycke, antingen muntligen eller skriftligen)
  - Aktivt samtycke (när en målperson får ett konkret uttalande att ta ställning till och därefter aktivt ger sitt samtycke)
- Entusiastiskt samtycke (när samtycket kan dras tillbaka när som helst under en process; vanligt i sexuella sammanhang[5])

## Olika sammanhang

### Sex

Schema över relationen mellan samtyckt sex och sexuellt övergrepp/våldtäkt, med parametrar som berusning och tvång.

I flera länder definieras våldtäkt som sex utan samtycke.
Den 1 juli 2018 började en ny lagstiftning gällande sexualbrott i Sverige att gälla. Grundprincipen i lagen är att det är förbjudet att ha samlag med en person som inte har gett sitt samtycke genom att uttryckligen säga ja eller aktivt visat att den vill delta. Frånvaron av ett nej är otillräckligt som samtycke. Barn kan inte ge sitt samtycke till sex med en vuxen, vilket innebär att detta automatiskt räknas som våldtäkt. Skälet för denna speciella lagstiftning – som genomfördes efter #metoo-rörelsens uppmärksammande av en mängd sexuella övergrepp – var att sexualbrottslagstiftningen skulle bli mer heltäckande. Dessutom skulle lagen sända en tydlig signal, för att påskynda attitydförändringar i samhället. Däremot innebar lagen inte någon praktisk förändring av det kriminaliserade området. Kritiker av lagen har också pekat på att lagen skulle kunna göra det straffbara området otydligt, vilket kan leda till problem med rättssäkerheten.
Företrädare av den nordiska modellen kring prostitution anser ofta att samtycke i samband med försäljning av en sexuell tjänst aldrig kan ges, på grund av förmodat maktövertag för köparen. Tanken är dock kontroversiell och omdiskuterad och beskrivs inte i svenska Brottsoffermyndighetens översikt över samtyckeslagstiftningen. Där framställs dock att samtycke inte kan ges om den ena parten utnyttjar en person som befinner sig i "en särskilt utsatt situation". Från politiskt håll hävdas att köp av sexuell tjänst alltid är ett övergrepp, och Sverige har sedan 1 augusti 2022 skärpt straffet för sexköp. Ytterligare vidgning av sexköpslagen skedde 2025, där även betalning för sexuella handlingar på distans kriminaliseras.
Forskning omkring den otydliga gråzonen (engelska: grey area) mellan samtyckt sex och övergrepp/våldtäkt har bland annat gjorts av den svenska genusforskaren Lena Gunnarsson. 2024/2025 publicerades hennes Dynamics of Sexual Consent.

### Idrott

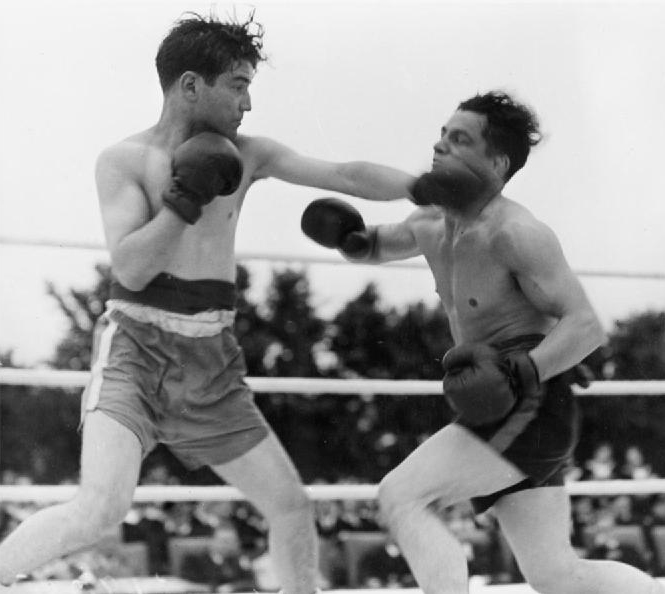
Boxning och andra kampsporter syftar till kamp där våld är del av spelets regler. Men även där kan omotiverat övervåld beivras, inom eller utanför ringen.

Inom idrott och sport förekommer förväntad och enligt sportens eget regelverk styrd kroppskontakt och ett visst mått av "tillåtet våld", exempelvis en tackling. Man anses samtycka till att bli utsatt för denna typ av våld då man medvetet deltar i sporten. Detta sker enligt principen om "social adekvans", och påminner om begrepp som "den som ger sig in i leken, får leken tåla". Därmed accepteras överträdelser som sker eller kan förutses inom ramen för spelets idé, exempelvis att visst våld ofta förekommer för att hindra någon från att göra mål eller på annat sätt skaffa sig ett sportsligt överläge.
I alla lekar gäller dock att reglerna måste förstås av samtliga inblandade, och att regelöverträdelser leder till konsekvenser. Det finns dock ofta ett oskrivet samförstånd att överträdelser ska beivras och bestraffas enligt idrottens eget regelverk. I Sverige saknades 2009 praxis från Högsta domstolen för när överträdelser skulle kunna vara rimliga att åtala i samhällets rättsapparat. Problematiken kring hur överträdelser ska hanteras berör också rättssäkerhet.

### Vård och forskning
Tydlighet, frivillighet och möjlighet att återkalla är tre fundament för samtycke, inom såväl hälso- och sjukvård och inom forskning och biobanker. Patientens rätt att själv bestämma är en utgångspunkt för vården, vilket beskrivs i patientlagen. På samma sätt är samtycke en central del av den etikprövning som görs innan forskning som innefattar människor får påbörjas. Det handlar då om varianten informerat samtycke, det vill säga ett samtycke baserat på att person fått tillräcklig information om sammanhanget och dess konsekvenser och visar att hen har full insikt om det hela.
I forskning med barn är samtycke ofta mer etiskt komplext. Barn kan ha svårare att överblicka risker och konsekvenser av forskning och kan påverkas av vuxna. Ofta behöver vårdnadshavare samtycka istället. Barn som inte kan samtycka själva ska på ett åldersanpassat sätt informeras så långt som möjligt om vad forskningen innebär. Även om föräldrar samtycker får inte forskning utföras på barn som är under 15 år och förstår vad forskningen innebär och motsätter, enligt etikprövningslagen.